# Cantón de Pradelles
El cantón de Pradelles era una división administrativa francesa, que estaba situada en el departamento de Alto Loira y la región de Auvernia.

## Composición
El cantón estaba formado por once comunas:
- Arlempdes
- Barges
- Lafarre
- Landos
- Pradelles
- Rauret
- Saint-Arcons-de-Barges
- Saint-Étienne-du-Vigan
- Saint-Haon
- Saint-Paul-de-Tartas
- Vielprat

## Supresión del cantón de Pradelles
En aplicación del Decreto n.º 2014-162 de 17 de febrero de 2014, el cantón de Pradelles fue suprimido el 22 de marzo de 2015 y sus 11 comunas pasaron a formar parte del nuevo cantón del Velay Volcánico.